# 旧武藤家別邸洋館

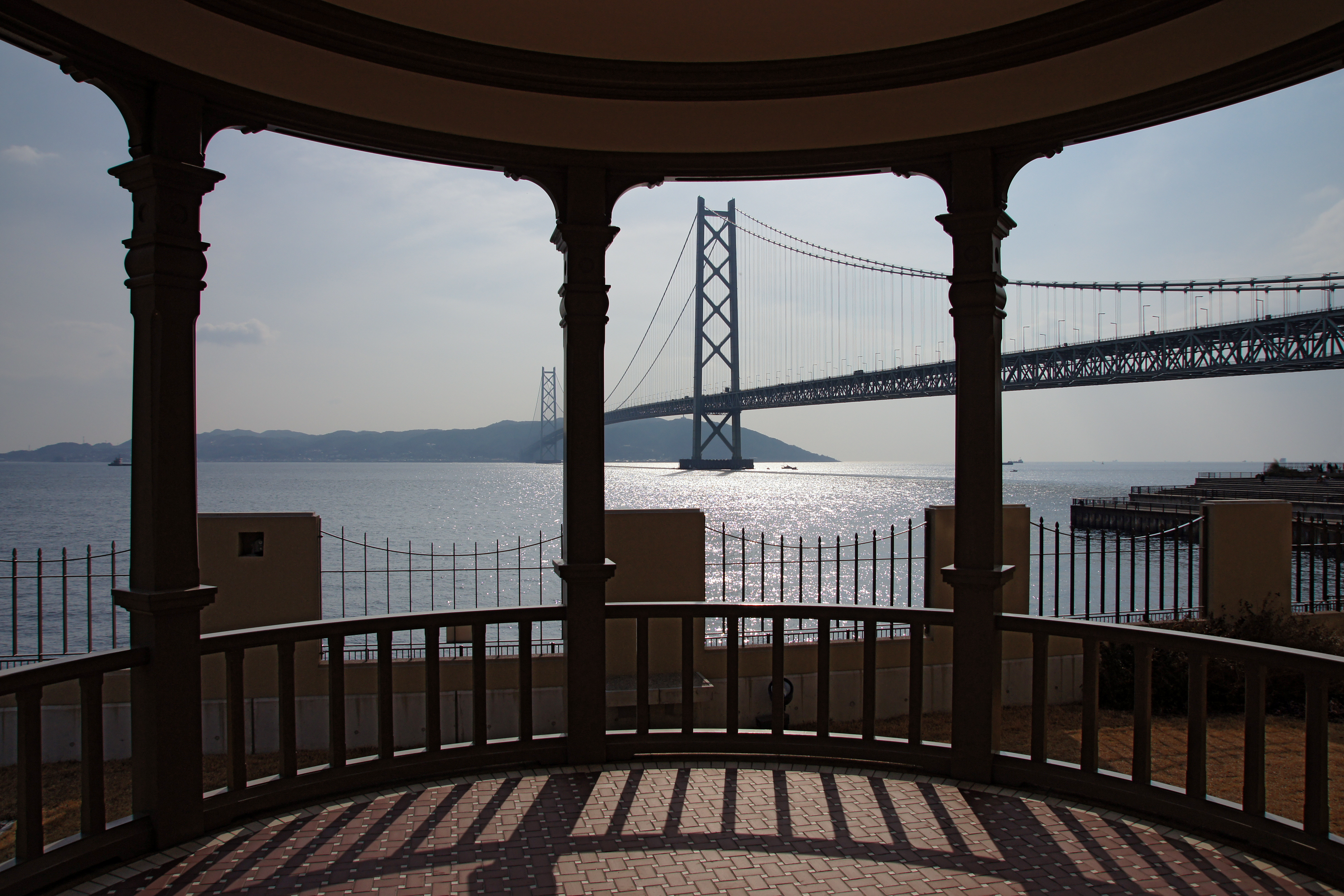
1階ベランダより。明石海峡大橋を望める。

旧武藤家別邸洋館（きゅうむとうけべっていようかん）は、兵庫県神戸市垂水区にある西洋館。別称は旧武藤山治邸（きゅうむとうさんじてい）、および旧鐘紡舞子倶楽部（きゅうかねぼうまいこくらぶ） 。

## 概要
旧武藤家別邸洋館は1907年（明治40年）、実業家で衆議院議員も務めた武藤山治（1867年 - 1934年）の別邸として、舞子海岸の有栖川宮別邸（現舞子ビラ）近くに建設された木造二階建の円形バルコニー・スレート葺の屋根・下見板張りの外壁が特徴の洋館。大熊喜邦による設計は北野町の異人館と同じコロニアル様式を基礎にデザインされ、海側に広く張り出す円形ベランダを外観上の特徴としている。武藤山治逝去後の1937年（昭和12年）には鐘淵紡績に寄贈され、「鐘紡舞子倶楽部」と命名され企業の厚生施設として利用されることになる。
別邸の建物は洋館と和館、撞球（ビリヤード）室で構成されていたが、1995年（平成7年）に明石海峡大橋に接続する国道2号の拡幅工事により、和館と撞球室は解体され無くなったが、洋館だけが狩口台のきつね塚古墳の隣地に移築された。
2007年（平成19年）、所有者であるカネボウから建物・家具・絵画・調度品・蔵書等の寄贈を受けた兵庫県は、当初所在地に程近い兵庫県立舞子公園への再移築工事を開始し、同時に撞球室を外観復元した管理棟を建設した。建造材の大部分や外装材の一部は新材で再現されているものの、建具や内装の仕上げ材は当初のものが使われている。平成7年、幸いにも阪神・淡路大震災に解体中であったため、ステンドグラス・窓ガラス・暖炉・家具なども当時のものがそのまま残っている。移築・修復竣工後の2010年（平成22年）10月から一般公開を開始した。
2011年（平成23年）7月、国の登録有形文化財として登録。

## 建築概要
- 設計 - 大熊喜邦（横河工務所）
- 竣工 - 1907年（明治40年）、1996年（平成8年）および2010年（平成22年）移築竣工
- 構造 - 木造、地上2階建、下見板張り、天然スレート葺（※管理棟は木造一部RC造2階建）
- 敷地面積 - 1,287平方メートル
- 建築面積 - 292.7平方メートル（洋館は168平方メートル）
- 延床面積 - 422.4平方メートル

### 移築・修復概要
- 事業主 - 兵庫県神戸県民局
- 監修 - 足立裕司（神戸大学大学院）
- 設計・監理 - 財団法人建築研究協会
- 施工者 - 株式会社中島工務店
- 工事期間 - 2007年（平成19年）12月 - 2010年（平成22年）10月

### 間取り
- 2階 - ベランダ、貴賓室、広間、書斎、ホール
- 1階 - ベランダ、食堂、広間、応接室、ホール

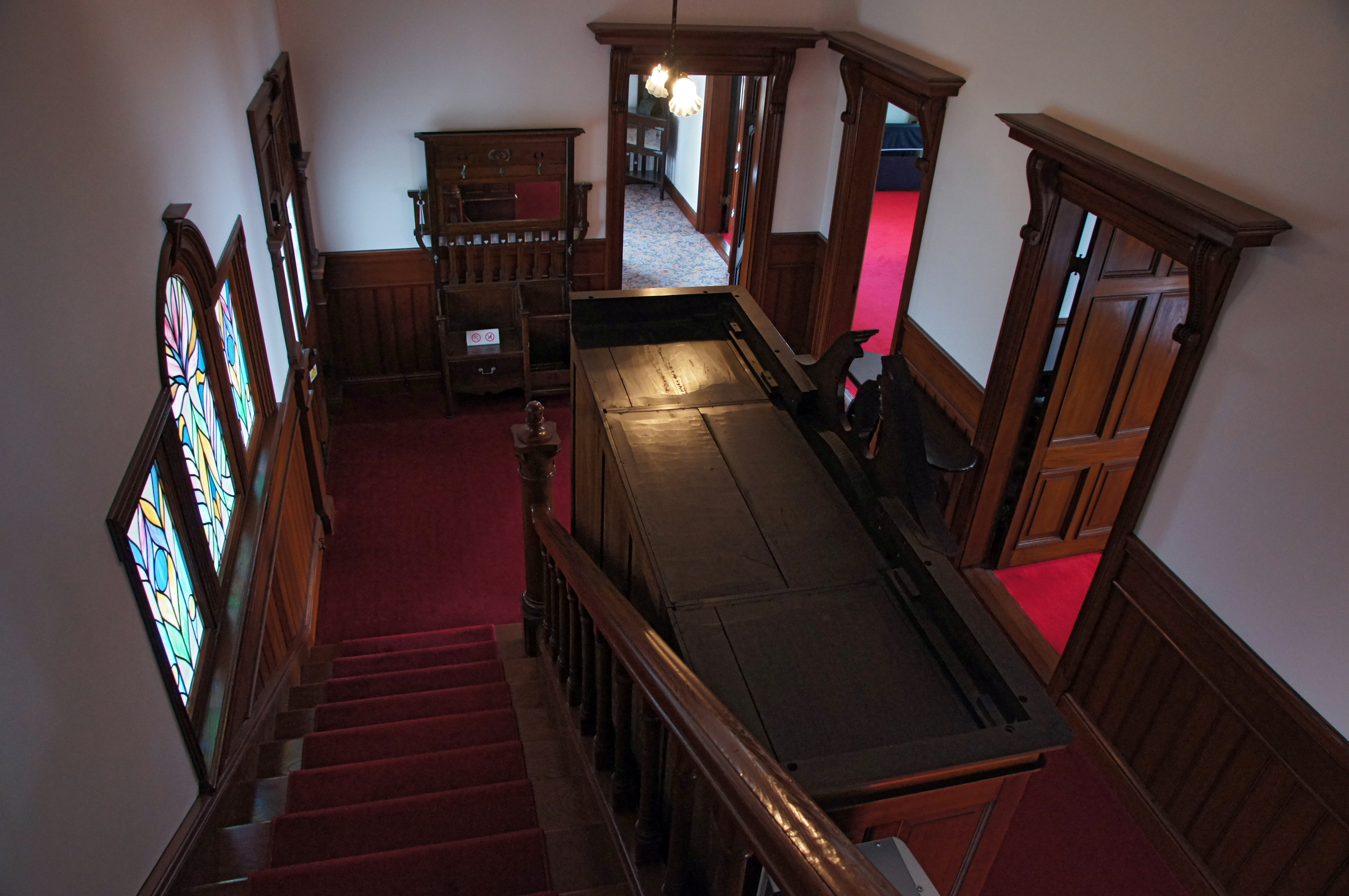
1階ホール
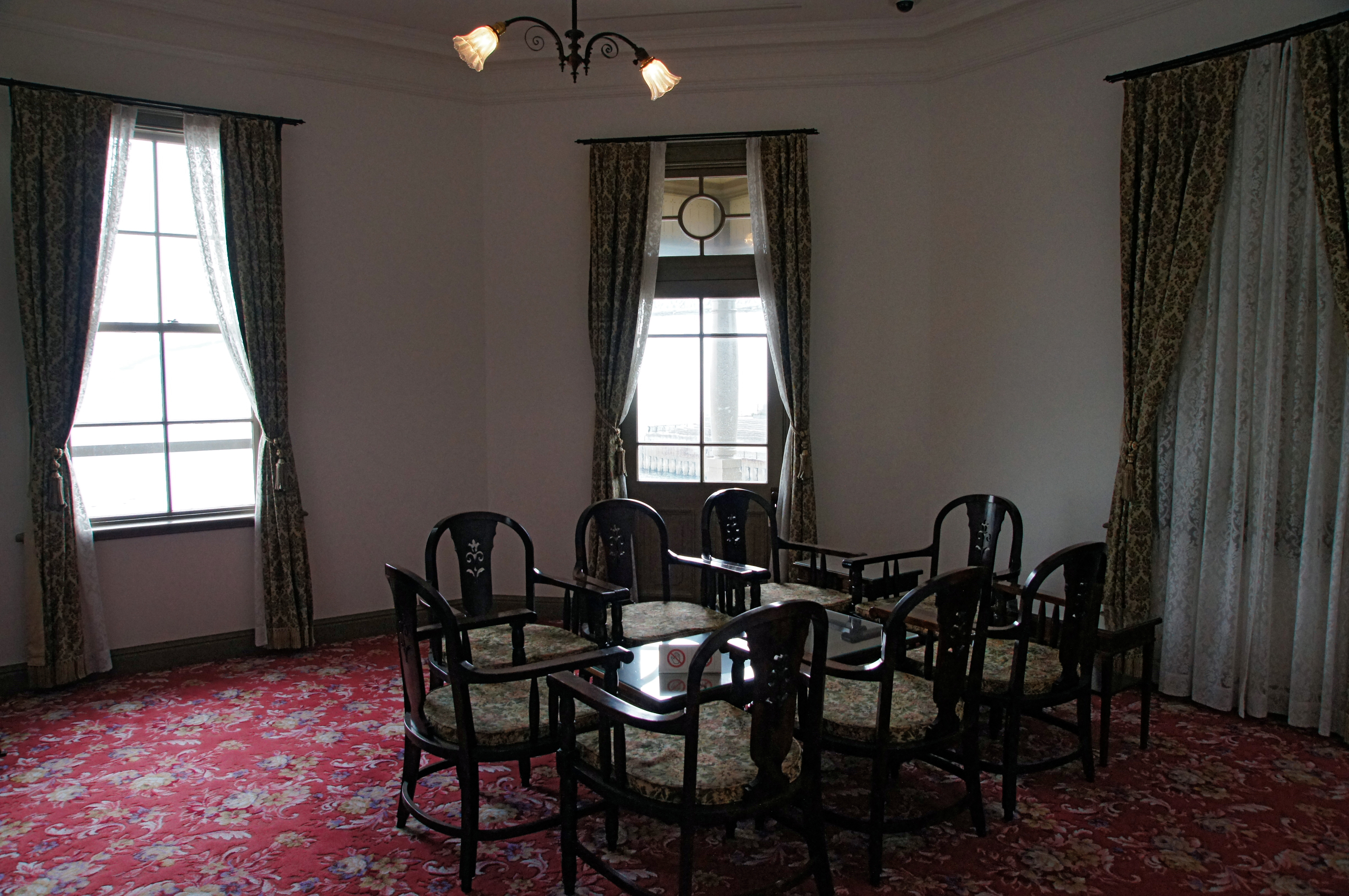
2階貴賓室
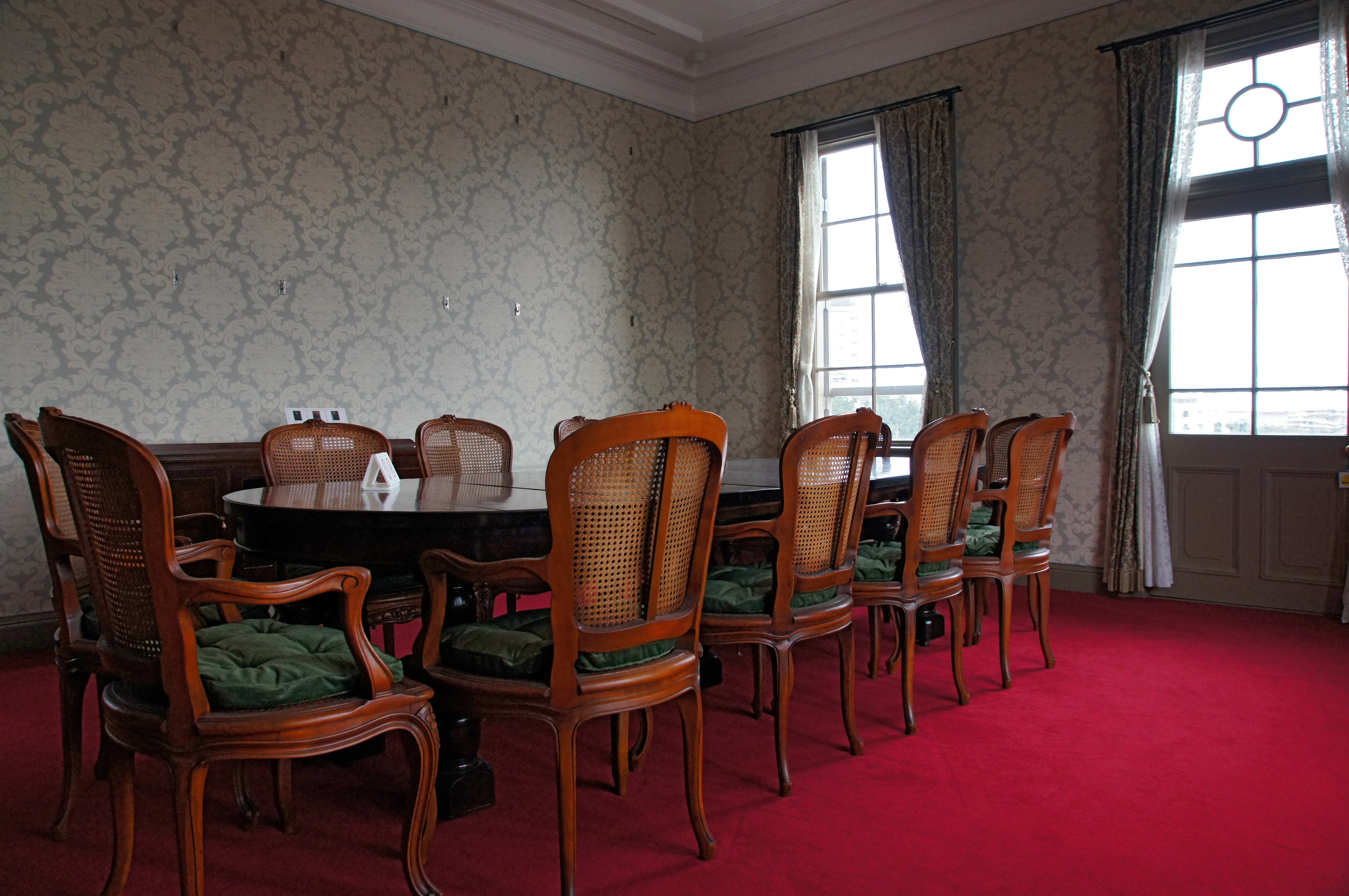
2階広間
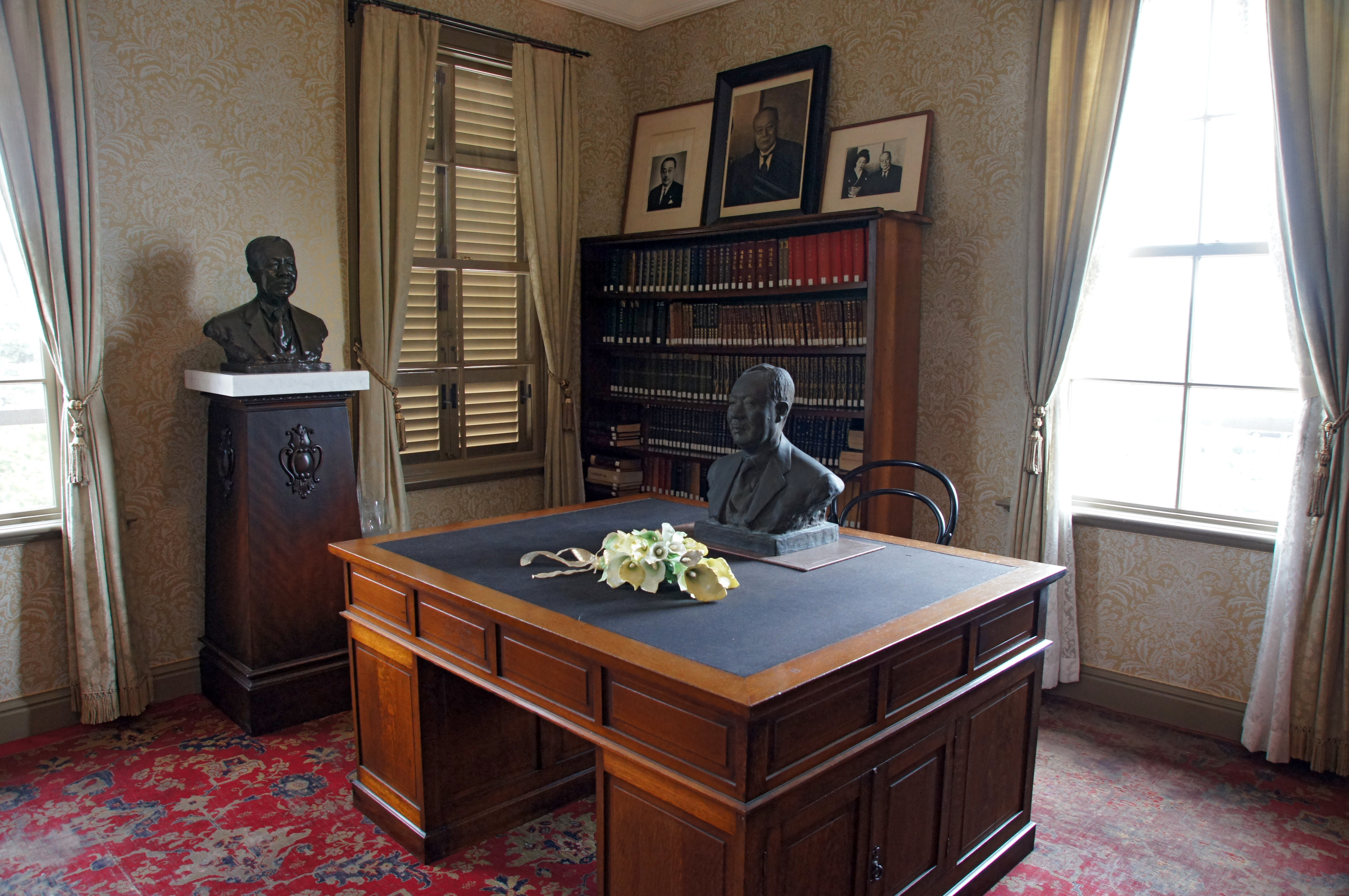
2階書斎
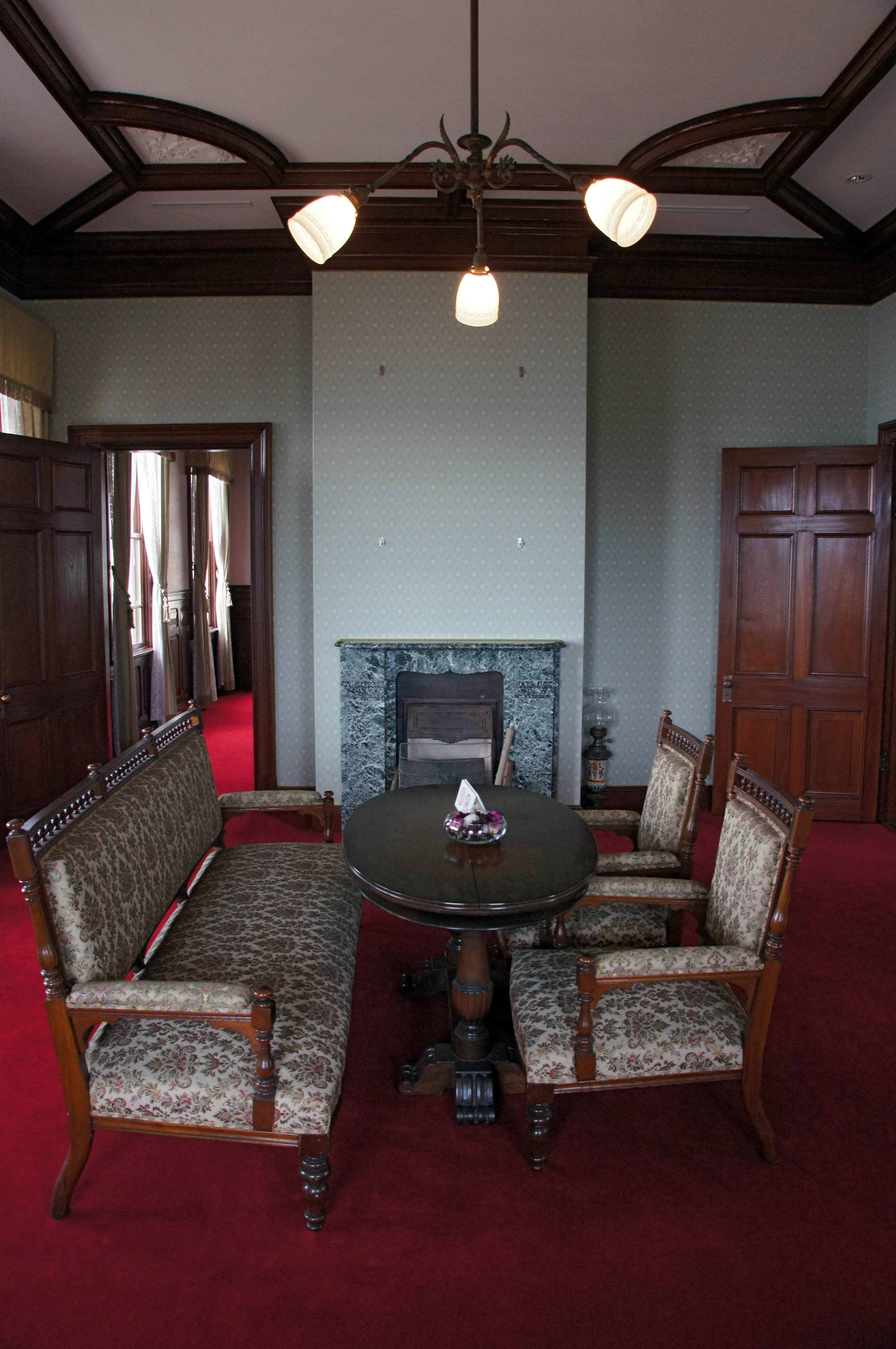
1階広間
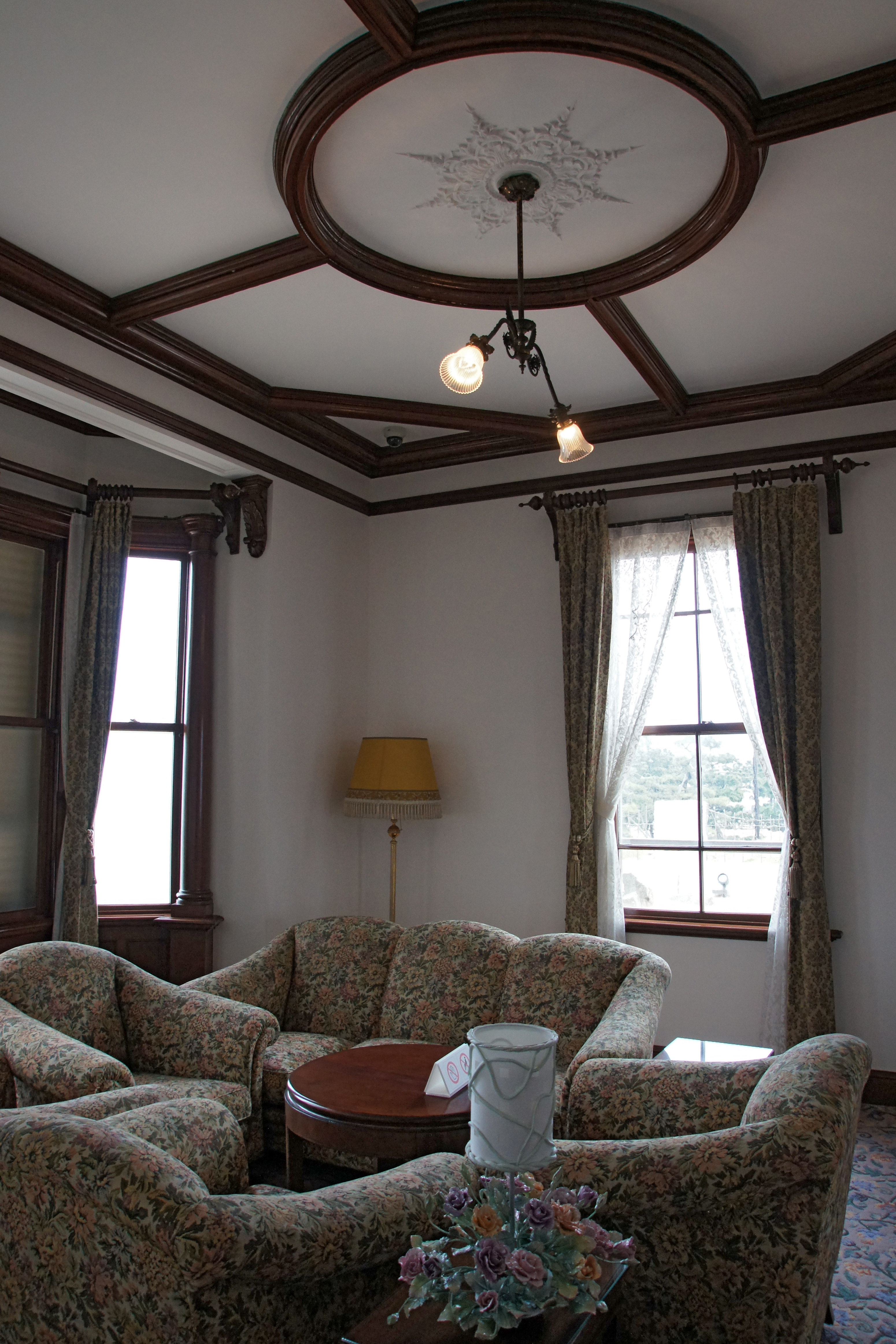
1階応接室
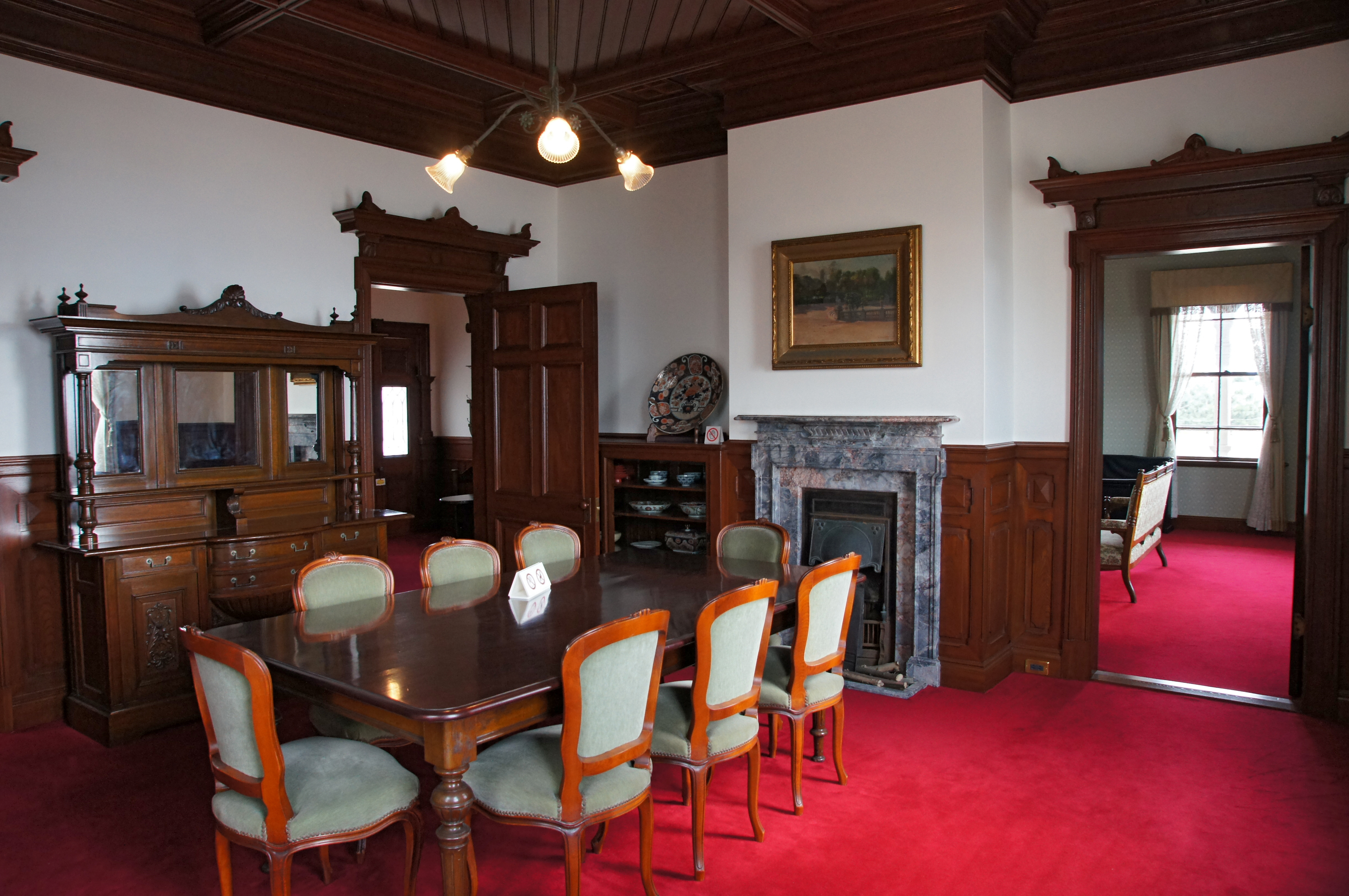
1階食堂
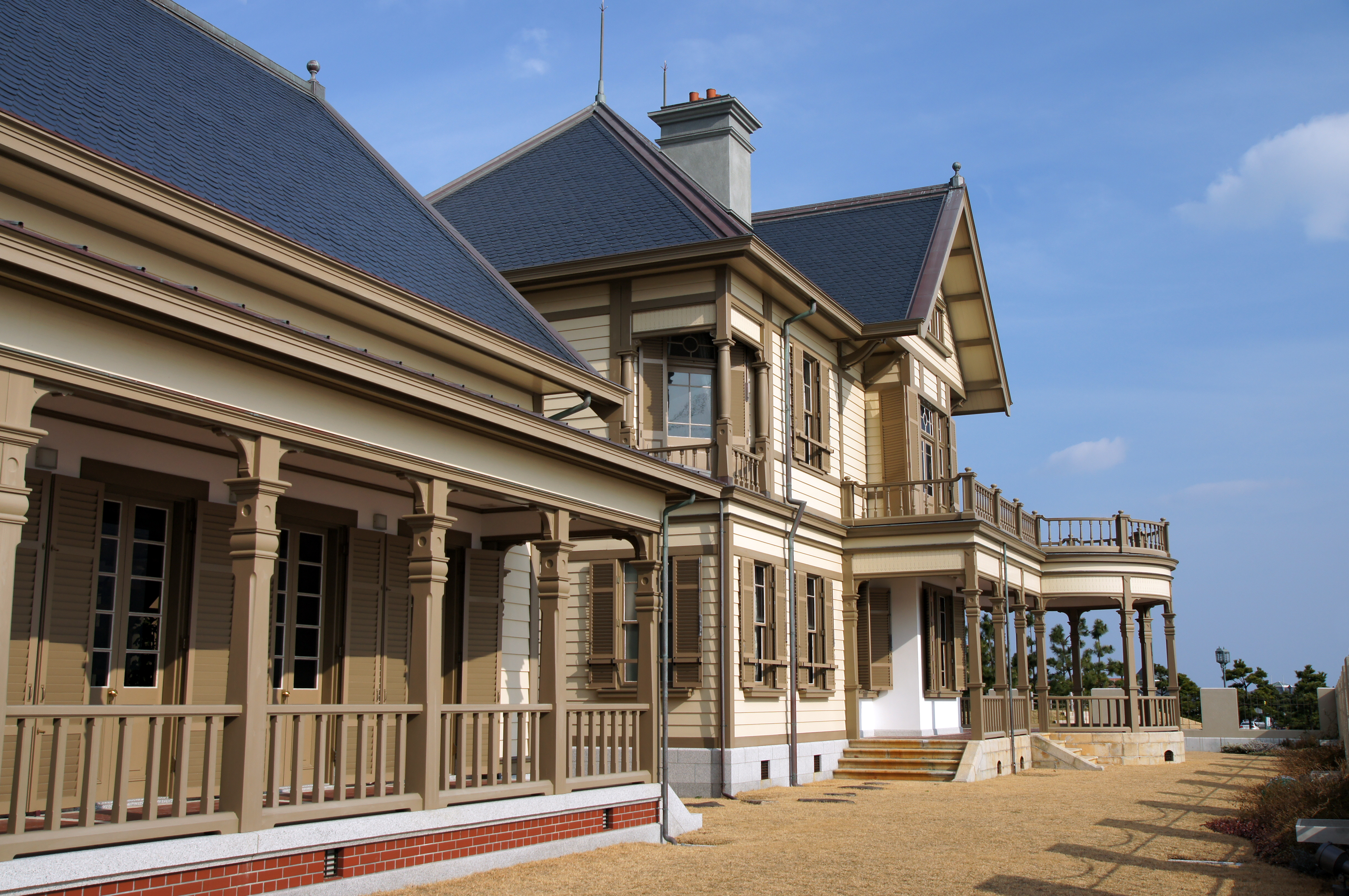
外観

## 利用情報
- 開館時間 - 午前10時 - 午後5時（最終入館は閉館３０分前まで）
- 休館日 - 月曜日 ※但し月曜が祝日の場合は開館し、火曜日休館

## 交通アクセス
- JR神戸線（山陽本線）「舞子駅」徒歩5分
- 山陽電車「舞子公園駅」徒歩5分
- 高速バス 高速舞子バスのりば 徒歩5分。

## 周辺
- 孫文記念館（移情閣）
- 舞子ビラ（旧有栖川宮別邸）
- 旧木下家住宅
- 明石海峡大橋